# Niewierni (film)
Niewierni (fr. Les Infidèles) – francuski film komediowy z 2012 roku. Główne role grają w nim Jean Dujardin oraz Gilles Lellouche. Film składa się z serii skeczów wyreżyserowanych przez różnych reżyserów, których tematem przewodnim jest niewierność mężczyzn.

## Opis fabuły
Na film składają się skecze zatytułowane:
- Prologue: reż. Fred Cavayé
- La Question: reż Emmanuelle Bercot
- Les Infidèles Anonymes et Simon: reż. Alexandre Courtes
- Le Séminaire: reż. Michel Hazanavicius
- Lolita: reż. Éric Lartigau
- Conclusion: reż. Jean Dujardin i Gilles Lellouche

## Obsada
- Jean Dujardin – Fred / Olivier / François / Laurent / James
- Gilles Lellouche – Greg / Nicolas / Bernard / Antoine / Eric
- Lionel Abelanski – reżyser
- Guillaume Canet – Thibault
- Charles Gérard – Richard
- Sandrine Kiberlain – Marie-Christine
- Dolly Golden – kochanka
- Éric de Montalier – lekarz pogotowia ratunkowego
- Katia Lewkowicz – matka Maxime’
- Alexandra Lamy – Lisa
- Éric Massot – kelner
- Mathilda May – Ariane
- Géraldine Nakache – Stéphanie
- Isabelle Nanty – Christine
- Maëva Pasquali – Nathalie
- Manu Payet – Simon
- Clara Ponsot – Inès
- Stéphane Roquet – znajomy z papierosem
- Hélène Seuzaret – Isabelle, żona Éric’a
- Anthony Sonigo – Benjamin
- Anne Suarez – Julie
- Bastien Bouillon – Valentin